# Verein für Bewegungsspiele Stuttgart 1893 2011-2012
Questa pagina raccoglie i dati riguardanti il Verein für Bewegungsspiele Stuttgart 1893 nelle competizioni ufficiali della stagione 2011-2012.

## Stagione
Nella stagione 2011-2012 lo Stoccarda, allenato da Bruno Labbadia, concluse il campionato di Bundesliga al 6º posto. In coppa di Germania i Roten furono eliminati ai quarti di finale dal Bayern Monaco.

## Rosa

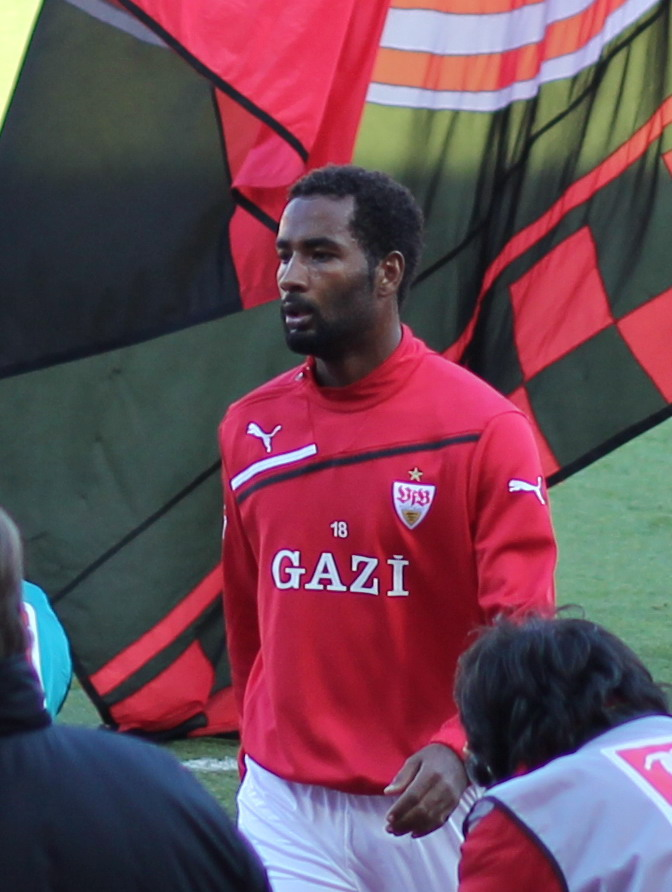
Cacau Barreto, attaccante dello Stoccarda

| N. |                           | Ruolo | Calciatore         |
| -- | ------------------------- | ----- | ------------------ |
| 1  | Germania (bandiera)       | P     | Sven Ulreich       |
| 35 | Germania (bandiera)       | P     | André Weis         |
| 22 | Germania (bandiera)       | P     | Marc Ziegler       |
| 34 | Germania (bandiera)       | D     | Patrick Bauer      |
| 15 | Costa d'Avorio (bandiera) | D     | Arthur Boka        |
| 21 | Paesi Bassi (bandiera)    | D     | Khalid Boulahrouz  |
| 27 | Germania (bandiera)       | D     | Stefano Celozzi    |
| 17 | Francia (bandiera)        | D     | Matthieu Delpierre |
| 32 | Germania (bandiera)       | D     | Steffen Lang       |
| 14 | Messico (bandiera)        | D     | Maza               |
| 3  | Italia (bandiera)         | D     | Cristian Molinaro  |
| 6  | Germania (bandiera)       | D     | Georg Niedermeier  |
| 30 | Germania (bandiera)       | D     | Antonio Rüdiger    |
| 2  | Giappone (bandiera)       | D     | Gōtoku Sakai       |
| 5  | Germania (bandiera)       | D     | Serdar Taşçı       |
| 24 | Guinea (bandiera)         | C     | Mamadou Bah        |
| 13 | Germania (bandiera)       | C     | Timo Gebhart       |
| 20 | Germania (bandiera)       | C     | Christian Gentner  |

| N. |                                 | Ruolo | Calciatore         |
| -- | ------------------------------- | ----- | ------------------ |
| 28 | Ungheria (bandiera)             | C     | Tamás Hajnal       |
| 26 | Austria (bandiera)              | C     | Raphael Holzhauser |
| 8  | Serbia (bandiera)               | C     | Zdravko Kuzmanović |
| 4  | Danimarca (bandiera)            | C     | William Kvist      |
| 25 | Germania (bandiera)             | C     | Tobias Rathgeb     |
| 40 | Austria (bandiera)              | C     | Kevin Stöger       |
| 16 | Guinea (bandiera)               | C     | Ibrahima Traoré    |
| 39 | Austria (bandiera)              | A     | Alexander Aschauer |
| 11 | Martinica (bandiera)            | A     | Johan Audel        |
| 33 | Germania (bandiera)             | A     | Pascal Breier      |
| 18 | Germania (bandiera)             | A     | Cacau              |
| 7  | Austria (bandiera)              | A     | Martin Harnik      |
| 36 | Germania (bandiera)             | A     | Christoph Hemlein  |
| 9  | Bosnia ed Erzegovina (bandiera) | A     | Vedad Ibišević     |
| 31 | Giappone (bandiera)             | A     | Shinji Okazaki     |
| 37 | Germania (bandiera)             | A     | Alexander Riemann  |
| 23 | Germania (bandiera)             | A     | Julian Schieber    |

## Organigramma societario
Area tecnica
- Allenatore: Bruno Labbadia
- Allenatore in seconda: Eddy Sözer
- Preparatore dei portieri: Andreas Menger
- Preparatori atletici: Matthias Hahn, Frank Haile, Manuel Roth, Gerhard Wörn

## Risultati

### Bundesliga

#### Girone di andata
| Arbitro: | Stark |

|                                  |           |  |
| Cacau 37’ Harnik 56’ Okazaki 89’ | Marcatori |  |

| Arbitro: | Gräfe |

|                  |           |           |
| Daems 67’ (rig.) | Marcatori | 71’ Cacau |

| Arbitro: | Gagelmann |

|  |           |              |
|  | Marcatori | 28’ Kießling |

| Arbitro: | Drees |

|             |           |  |
| Raffael 86’ | Marcatori |  |

| Arbitro: | Brych |

|                                     |           |  |
| Okazaki 9’ Kuzmanović 79’ Taşçı 86’ | Marcatori |  |

| Arbitro: | Winkmann |

|           |           |                 |
| Cissé 85’ | Marcatori | 33’, 73’ Harnik |

| Arbitro: | Zwayer |

|            |           |                      |
| Harnik 18’ | Marcatori | 51’ Bruma 67’ Tesche |

| Arbitro: | Perl |

|  |           |                          |
|  | Marcatori | 52’ Cacau 69’ Boulahrouz |

| Arbitro: | Rafati |

|                                   |           |  |
| Okazaki 48’ Pogrebnjak 77’ (rig.) | Marcatori |  |

| Arbitro: | Wingenbach |

|                           |           |                                |
| Simons 10’ Wollscheid 71’ | Marcatori | 61’ (rig.) Kuzmanović 84’ Maza |

| Arbitro: | Gräfe |

|           |           |              |
| Taşçı 22’ | Marcatori | 45’ Piszczek |

| Arbitro: | Winkmann |

|                                     |           |           |
| Ujah 52’, 63’ Ivanschitz 59’ (rig.) | Marcatori | 50’ Cacau |

| Arbitro: | Dingert |

|                 |           |            |
| Harnik 41’, 51’ | Marcatori | 47’ Werner |

| Arbitro: | Kinhöfer |

|                    |           |  |
| Hunt 57’ Naldo 67’ | Marcatori |  |

| Arbitro: | Brych |

|                  |           |                          |
| Gentner 29’, 36’ | Marcatori | 15’ (rig.), 88’ Podolski |

| Arbitro: | Gräfe |

|            |           |                |
| Gentner 6’ | Marcatori | 13’, 57’ Gómez |

| Arbitro: | Stark |

|            |           |  |
| Polter 74’ | Marcatori |  |

#### Girone di ritorno
| Arbitro: | Brych |

|                                       |           |             |
| Matip 3’ Papadopoulos 58’ Draxler 80’ | Marcatori | 87’ Okazaki |

| Arbitro: | Perl |

|  |           |                                   |
|  | Marcatori | 31’ Hanke 81’ Reus 84’ De Camargo |

| Arbitro: | Kinhöfer |

|                                |           |                         |
| Kießling 11’ Rolfes 47’ (rig.) | Marcatori | 23’ Schieber 89’ Harnik |

| Arbitro: | Aytekin |

|                                               |           |  |
| Ibišević 24’ Harnik 28’, 41’, 58’ Okazaki 32’ | Marcatori |  |

| Arbitro: | Welz |

|                                            |           |                        |
| Haggui 25’ Diouf 32’ Pander 46’ Stindl 73’ | Marcatori | 75’ Harnik 79’ Okazaki |

| Arbitro: | Stark |

|                                            |           |            |
| Harnik 12’, 83’ Okazaki 21’ Boulahrouz 63’ | Marcatori | 27’ Diagne |

| Arbitro: | Sippel |

|  |           |                                                           |
|  | Marcatori | 23’ Ibišević 31’ (rig.), 47’ (rig.) Kuzmanović 90’ Harnik |

| Stoccarda 9 marzo 2012, ore 20:30 CET 25ª giornata | Stoccarda | 0 – 0 referto | Kaiserslautern | Mercedes-Benz Arena (50 100 spett.)\| Arbitro: \| Brych \| |
| Arbitro:                                           | Brych     |               |                |                                                            |

| Arbitro: | Perl |

|                      |           |                  |
| Salihović 74’ (rig.) | Marcatori | 8’, 43’ Ibišević |

| Arbitro: | Dingert |

|           |           |  |
| Cacau 78’ | Marcatori |  |

| Arbitro: | Weiner |

|                                                       |           |                                            |
| Kagawa 33’ Błaszczykowski 49’ Hummels 82’ Perišić 87’ | Marcatori | 71’ Ibišević 77’, 79’ Schieber 90’ Gentner |

| Arbitro: | Gräfe |

|                                                   |           |                      |
| Hajnal 8’ Ibišević 49’, 85’ Kuzmanović 66’ (rig.) | Marcatori | 3’ (rig.) Ivanschitz |

| Arbitro: | Winkmann |

|                  |           |                                   |
| Rafael 5’ (rig.) | Marcatori | 24’ Taşçı 34’ Harnik 84’ Ibišević |

| Arbitro: | Welz |

|                                       |           |               |
| Gentner 37’ Harnik 45’, 53’ Cacau 89’ | Marcatori | 25’ Rosenberg |

| Arbitro: | Sippel |

|            |           |           |
| Peszko 50’ | Marcatori | 71’ Cacau |

| Arbitro: | Kinhöfer |

|                      |           |  |
| Gómez 32’ Müller 90’ | Marcatori |  |

| Arbitro: | Perl |

|                               |           |                     |
| Cacau 73’ Maza 77’ Traoré 80’ | Marcatori | 28’ Helmes 60’ Russ |

### Coppa di Germania
| Arbitro: | Hartmann |

|                   |           |                            |
| Janjić 28’ (rig.) | Marcatori | 5’ Bičakčić 51’ Kuzmanović |

| Arbitro: | Leicher |

|                                 |           |  |
| Hemlein 4’ Cacau 38’ Traoré 89’ | Marcatori |  |

| Arbitro: | Gagelmann |

|                |           |                  |
| Cacau 23’, 63’ | Marcatori | 54’ (aut.) Kvist |

| Arbitro: | Meyer |

|  |           |                      |
|  | Marcatori | 30’ Ribéry 46’ Gómez |

## Statistiche

### Statistiche di squadra
| Competizione      | Punti | In casa | In casa | In casa | In casa | In casa | In casa | In trasferta | In trasferta | In trasferta | In trasferta | In trasferta | In trasferta | Totale | Totale | Totale | Totale | Totale | Totale | DR  |
| Competizione      | Punti | G       | V       | N       | P       | Gf      | Gs      | G            | V            | N            | P            | Gf           | Gs           | G      | V      | N      | P      | Gf     | Gs     | DR  |
| ----------------- | ----- | ------- | ------- | ------- | ------- | ------- | ------- | ------------ | ------------ | ------------ | ------------ | ------------ | ------------ | ------ | ------ | ------ | ------ | ------ | ------ | --- |
| Bundesliga        | 53    | 17      | 10      | 3       | 4       | 36      | 17      | 17           | 5            | 5            | 7            | 27           | 29           | 34     | 15     | 8      | 11     | 63     | 46     | +17 |
| Coppa di Germania | -     | 3       | 2       | 0       | 1       | 5       | 3       | 1            | 1            | 0            | 0            | 2            | 1            | 4      | 3      | 0      | 1      | 7      | 4      | +3  |
| Totale            | -     | 20      | 12      | 3       | 5       | 41      | 20      | 18           | 6            | 5            | 7            | 29           | 30           | 38     | 18     | 8      | 12     | 70     | 50     | +20 |

### Andamento in campionato
| Giornata  | 1 | 2 | 3  | 4  | 5  | 6 | 7 | 8 | 9 | 10 | 11 | 12 | 13 | 14 | 15 | 16 | 17 | 18 | 19 | 20 | 21 | 22 | 23 | 24 | 25 | 26 | 27 | 28 | 29 | 30 | 31 | 32 | 33 | 34 |
| --------- | - | - | -- | -- | -- | - | - | - | - | -- | -- | -- | -- | -- | -- | -- | -- | -- | -- | -- | -- | -- | -- | -- | -- | -- | -- | -- | -- | -- | -- | -- | -- | -- |
| Luogo     | C | T | C  | T  | C  | T | C | T | C | T  | C  | T  | C  | T  | C  | C  | T  | T  | C  | T  | C  | T  | C  | T  | C  | T  | C  | T  | C  | T  | C  | T  | T  | C  |
| Risultato | V | N | P  | P  | V  | V | P | V | V | N  | N  | P  | V  | P  | N  | P  | P  | P  | P  | N  | V  | P  | V  | V  | N  | V  | V  | N  | V  | V  | V  | N  | P  | V  |
| Posizione | 1 | 3 | 10 | 12 | 10 | 6 | 7 | 7 | 4 | 5  | 6  | 7  | 6  | 7  | 7  | 7  | 8  | 10 | 10 | 11 | 9  | 9  | 8  | 8  | 8  | 8  | 7  | 6  | 5  | 5  | 5  | 5  | 6  | 6  |

Legenda:

Luogo: C = Casa; T = Trasferta. Risultato: V = Vittoria; N = Pareggio; P = Sconfitta.

### Statistiche dei giocatori
| Giocatore      | Bundesliga | Bundesliga | Bundesliga  | Bundesliga | Coppa di Germania | Coppa di Germania | Coppa di Germania | Coppa di Germania | Totale   | Totale | Totale      | Totale     |
| Giocatore      | Presenze   | Reti       | Ammonizioni | Espulsioni | Presenze          | Reti              | Ammonizioni       | Espulsioni        | Presenze | Reti   | Ammonizioni | Espulsioni |
| -------------- | ---------- | ---------- | ----------- | ---------- | ----------------- | ----------------- | ----------------- | ----------------- | -------- | ------ | ----------- | ---------- |
| S. Ulreich     | 34         | 0          | 3           | 0          | 4                 | 0                 | 0                 | 0                 | 38       | 0      | 3           | 0          |
| A. Weis        | -          | -          | -           | -          | -                 | -                 | -                 | -                 | -        | -      | -           | -          |
| M. Ziegler     | -          | -          | -           | -          | -                 | -                 | -                 | -                 | -        | -      | -           | -          |
| P. Bauer       | -          | -          | -           | -          | 2                 | 0                 | 0                 | 0                 | 2        | 0      | 0           | 0          |
| A. Boka        | 13         | 0          | 2           | 0          | 1                 | 0                 | 0                 | 0                 | 14       | 0      | 2           | 0          |
| K. Boulahrouz  | 21         | 2          | 4           | 1          | 2                 | 0                 | 0                 | 0                 | 23       | 2      | 4           | 1          |
| S. Celozzi     | 2          | 0          | 0           | 0          | 1                 | 0                 | 0                 | 0                 | 3        | 0      | 0           | 0          |
| M. Delpierre   | 1          | 0          | 0           | 0          | -                 | -                 | -                 | -                 | 1        | 0      | 0           | 0          |
| S. Lang        | -          | -          | -           | -          | -                 | -                 | -                 | -                 | -        | -      | -           | -          |
| Maza           | 26         | 2          | 4           | 1          | 3                 | 0                 | 1                 | 0                 | 29       | 2      | 5           | 1          |
| C. Molinaro    | 23         | 0          | 3           | 2          | 4                 | 0                 | 1                 | 0                 | 27       | 0      | 4           | 2          |
| G. Niedermeier | 17         | 0          | 5           | 0          | 2                 | 0                 | 0                 | 0                 | 19       | 0      | 5           | 0          |
| A. Rüdiger     | 1          | 0          | 0           | 0          | -                 | -                 | -                 | -                 | 1        | 0      | 0           | 0          |
| G. Sakai       | 14         | 0          | 1           | 0          | -                 | -                 | -                 | -                 | 14       | 0      | 1           | 0          |
| S. Taşçı       | 28         | 3          | 4           | 0          | 2                 | 0                 | 0                 | 0                 | 30       | 3      | 4           | 0          |
| M. Bah         | 3          | 0          | 0           | 0          | -                 | -                 | -                 | -                 | 3        | 0      | 0           | 0          |
| T. Gebhart     | 12         | 0          | 2           | 0          | 1                 | 0                 | 0                 | 0                 | 13       | 0      | 2           | 0          |
| C. Gentner     | 28         | 5          | 4           | 0          | 4                 | 0                 | 0                 | 0                 | 32       | 5      | 4           | 0          |
| T. Hajnal      | 33         | 1          | 1           | 0          | 3                 | 0                 | 0                 | 0                 | 36       | 1      | 1           | 0          |
| R. Holzhauser  | 2          | 0          | 0           | 0          | 1                 | 0                 | 0                 | 0                 | 3        | 0      | 0           | 0          |
| Z. Kuzmanović  | 26         | 5          | 5           | 0          | 3                 | 1                 | 0                 | 0                 | 29       | 6      | 5           | 0          |
| W. Kvist       | 33         | 0          | 4           | 0          | 4                 | 0                 | 0                 | 0                 | 37       | 0      | 4           | 0          |
| T. Rathgeb     | -          | -          | -           | -          | -                 | -                 | -                 | -                 | -        | -      | -           | -          |
| K. Stöger      | -          | -          | -           | -          | -                 | -                 | -                 | -                 | -        | -      | -           | -          |
| I. Traoré      | 12         | 1          | 0           | 0          | 2                 | 1                 | 0                 | 0                 | 14       | 2      | 0           | 0          |
| A. Aschauer    | -          | -          | -           | -          | -                 | -                 | -                 | -                 | -        | -      | -           | -          |
| J. Audel       | -          | -          | -           | -          | -                 | -                 | -                 | -                 | -        | -      | -           | -          |
| P. Breier      | -          | -          | -           | -          | -                 | -                 | -                 | -                 | -        | -      | -           | -          |
| Cacau          | 33         | 8          | 6           | 0          | 4                 | 3                 | 0                 | 0                 | 37       | 11     | 6           | 0          |
| M. Harnik      | 34         | 17         | 5           | 0          | 4                 | 0                 | 0                 | 0                 | 38       | 17     | 5           | 0          |
| C. Hemlein     | 3          | 0          | 0           | 0          | 1                 | 1                 | 0                 | 0                 | 4        | 1      | 0           | 0          |
| V. Ibišević    | 15         | 8          | 3           | 0          | 1                 | 0                 | 1                 | 0                 | 16       | 8      | 4           | 0          |
| S. Okazaki     | 26         | 7          | 4           | 0          | 3                 | 0                 | 0                 | 0                 | 29       | 7      | 4           | 0          |
| A. Riemann     | -          | -          | -           | -          | -                 | -                 | -                 | -                 | -        | -      | -           | -          |
| J. Schieber    | 18         | 3          | 1           | 0          | 2                 | 0                 | 1                 | 0                 | 20       | 3      | 2           | 0          |
| P. Pogrebnjak  | 14         | 1          | 1           | 0          | 1                 | 0                 | 0                 | 0                 | 15       | 1      | 1           | 0          |
| E. Bičakčić    | 1          | 1          | 0           | 0          |                   |                   |                   |                   |          |        |             |            |